# Istorija Eritreje
Istorija Eritreje seže duboko u prošlost. Strateški položaj na južnom kraju Crvenog mora sa direktnim pogledom na obalu Arapskog poluostrva bilo je prestižno područje kroz vekove. Domorodci su se borili za pravo nad tim područjem s raznim evropskim i azijskim osvajačima. Ime Eritreja potiče od antičkog imena za Crveno more - Mare Erytareum.

## Praistorija
Italijanski naučnici su u Buji u Eritreji pronašli kostur jednog od najstarijih hominida, koji predstavlja mogući link između vrste Homo erectus i arhaične vrste Homo sapiens. Sa procenjenom starošću od preko jednog miliona godina, to je najstariji pronađeni kostur te vrste i pruža link između hominida i najranijih anatomiski modernih ljudi. Smatra se da je sekcija Danakilske depresije u Eritreji isto tako bila značajna u pogledu ljudske evolucije, i da verovatno sadrži druge tragove evolucije od Homo erectus hominida do anatomski modernih ljudi.
Tokom zadnjeg međuledenog perioda, eritrejska obala Crvenog mora je bila naseljena ranim anatomski modernim ljudima. Smatra se da je ova oblast bila na ruti iz Afrike i da su je verovatno korištili rani ljudi u procesu kolonizacije ostatka Starog sveta. Godine 1999, tim Eritrejskog istraživačkog projekta sastavljen od eritrejskih, kanadskih, američkih, holandskih i francuskih naučnika otrkio je paleolitsku lokaciju sa kamenim i opsidijanskim alatima koji potiču od pre više od 125.000 godna, u blizini Zaliva Zula južno od Masave, duž obale Crvenog mora. Za ove alate se smatra da su ih koristili rani ljudi za ubiranje morskih resursa kao što su školjke i ostrige.
Prema lingvistima, prve populacije koji su govorile afroazijske jezike su prispele tokom početka neolitske ere iz doline Nila, ili sa Bliskog istoka. Drugi naučnici predlažu da se afroazijska jezička porodica razvila ovde u oblasti Roga, i da su se ovi jezici odatle raširili.

## Rana istorija
Najraniji stanovnici Eritreje došli su s područja Nila pre oko 6.000 godina. Tokom sledećeg milenijuma, Eritreja je doživela talase migracija nilskih naroda, Etiopljana i semita u jednome od prvih područja na svetu, gde su se uzgajali usevi i pripitomljavale životinje. Već u trećem milenijumu pre nove ere narod Eritreje bio je uključen u trgovinu na Crvenom moru.
Kraljevstvo Damot ili D'mt bilo je kraljevstvo koje se nalazilo na tlu današnje Eritreje i severne Etiopije od 8. veka p. n. e. do 7. veka p. n. e.. Kako postoji svega nekoliko istorijskih zapisa o Kraljevstvu Damot, a i vrlo malo arheoloških tragova (do sada) o Damotu se vrlo malo zna. Čak nije jasno ni da je li Damot kao civilizacija završio pretopivši se u Kraljevstvo Aksum, ili je bio samo jedna od manjih država od kojih je nastalo Kraljevstvo Aksum oko početka naše ere.
Smešteno u severnoj Etiopiji i Eritreji, Kraljevstvo Aksum bilo je duboko vezano uz trgovinu između Indije i Sredozemlja. Aksum je iskoristio promenu rimskih pomorskih puteva prema Indiji. Ta promena dogodila se negde oko početka naše ere. Stariji plovni putevi išli su do Persijskog zaliva, jer se plovidba odvijala samo uz obalu, tako su se koristile brojne usputne luke i na kraju karavanski putevi, kojima se roba dostavljala do Levanta. Crveno more je u tom vremenu bilo od sekundarnog značaja. Negde oko 100. p. n. e. počela se koristiti nova pomorska ruta od Egipta do Indije preko Crvenog mora, na njoj su se mogli koristili monsunski vetrovi da se prebrodi Arapsko more i dopre do južne Indije. Negde oko 100. godine, obim prometa po Crvenom moru se dramatično povećao, jer je narasla rimska potražnja za egzotičnim robama. U 16. veku, Eritreja je pripojena Osmanskom carstvu.

## Kolonizacija
Italija je postupno širila prevlast nad teritorijom Eritreje pripajajući luke Asab 1882, Masavu i Beil 1885, Asmaru i Keren 1889. godine, pokušavajući da prodre dublje u Etiopiju. Italijanska Eritreja uspostavljena je 1. januara 1890. i trajaće do kraja Drugog svetskog rata, kada su vlast preuzele britanske snage.
Britanska vlast nad Eritrejom, trajaće u razdoblju 1941—1952, kada je Eritreja pripojena Etiopiji kao autonomna pokrajina. Eritrejski rat za nezavisnost (1. 9. 1961. – 29. 7. 1991) bio je sukob između etiopske vlade i eritrejskih separatista, pre i tokom Etiopskog građanskog rata. Rat je započeo, kada je eritrejska autonomija unutar Etiopije, gde su već bile smeštene vojne snage, jednostrano ukinuta. Rat je trajao 30 godina sve do 1991, kada je Eritrejski narodnooslobodilački front (EPLF), pobedio etiopske snage u Eritreji i preuzeo kontrolu nad zemljom. U aprilu 1993. na referendumu stanovnici Eritreje glasali su gotovo jednoglasno u korist nezavisnosti sa 99.79%. Formalno međunarodno priznanje samostalne i suverene Eritreje dogodilo se kasnije iste godine.

## Osamostaljenje
Eritrejsko-etiopijski rat bio je oružani sukob između Eritreje i Etiopija između 1998. i 2000. Razlog rata bio je konflikt oko granice između novopriznate države Eritreje i Etiopije, i suprotnosti iz građanskog rata koji je završen 1991. Sukob je prerastao u rovovski rat. Obe strane postigle su dogovar o primirju. U decembru 2000. dolazi do potpisivanja mirovnog ugovora u Alžiru. Pretpostavlja se da je u ratu poginulo najmanje 100.000 vojnika, 19.000 eritrejskih vojnika i nepoznat broj etiopskih. Etiopija nije nikada objavila službeni broj poginulih. Osim toga Etiopija je okupirala četvrtinu Eritreje, uništila veliki deo eritrejske infrastrukture, a oko 500.000 Eritrejaca je ostalo bez krova nad glavom.
Privreda Eritreje doživjelo je značajan rast u poslednjih nekoliko godina. U 2011. godini, BDP je porastao za 8,7 posto, što je čini jednim od najbrže rastućih privreda na svetu.

## Literatura
- Habte Selassie, Bereket (1989). Eritrea and the United Nations. Red Sea Press. ISBN 978-0-932415-12-7.
- Yohannes, Okbazghi (1991). A Pawn in World Politics: Eritrea. University of Florida Press. стр. 31. ISBN 978-0-8130-1044-1.
- David Phillipson: revised by Michael DiBlasi (1. 11. 2012).  Neil Asher Silberman, ур. The Oxford Companion to Archaeology (Second изд.). Oxford University Press. стр. 48. ISBN 9780199735785.
- Blench, R. (2006). Archaeology, Language, and the African Past. Rowman Altamira. стр. 143—144. ISBN 978-0759104662.
- Peter R. Schmidt, Matthew C. Curtis and Zelalem Teka, The Archaeology of Ancient Eritrea. Asmara: Red Sea Press, Schmidt, Peter Ridgway; Hameso, Seyoum Y.; Curtis, Matthew C.; Hassen, Mohammed; Teka, Zelalem (2008). The Archaeology of Ancient Eritrea. Red Sea Press. стр. 469. ISBN 978-1-56902-284-9.
- Andebrhan Welde Giorgis (2014). Eritrea at a Crossroads: A Narrative of Triumph, Betrayal and Hope. Strategic Book Publishing. стр. 21. ISBN 978-1-62857-331-2.
- Leclant, Jean (1993). Sesto Congresso internazionale di egittologia: atti, Volume 2. International Association of Egyptologists. стр. 402.
- Cole, Sonia Mary (1964). The Prehistory of East. Weidenfeld & Nicolson. стр. 273.
- Marianne Bechaus-Gerst, Roger Blench, Kevin MacDonald (ed.) (2014). The Origins and Development of African Livestock: Archaeology, Genetics, Linguistics and Ethnography – "Linguistic evidence for the prehistory of livestock in Sudan" (2000). Routledge. стр. 453. ISBN 978-1135434168.
- Behrens, Peter (1986). Libya Antiqua: Report and Papers of the Symposium Organized by Unesco in Paris, 16 to 18 January 1984 – "Language and migrations of the early Saharan cattle herders: the formation of the Berber branch". Unesco. стр. 30. ISBN 978-9231023767.
- Beretekeab R. (2000), Eritrean making of a Nation 1890–1991, Uppsala University, Uppsala.
- Ghebrehiwot, Petros Kahsai (2006): "A study sample of the Eritrean art and material culture in the collections of the National Museum of Eritrea" Архивирано на веб-сајту  (15. август 2017)
- Lusini, Gianfrancesco, ур. (2010). History and language of the Tigre-speaking peoples : proceedings of the International Workshop, Naples, February 7-8, 2008. Università degli studi di Napoli "L'Orientale," Dipartimento di studi e ricerche su Africa e paesi arab. ISBN 978-8895044682.
- Mauri, Arnaldo (2004). „Eritrea's early stages in monetary and banking development”. 51 (4): 547—569., International Review of Economics, ISSN 1865-1704, .
- Miran, Jonathan (2007). „Power Without Pashas: The Anatomy of Na'ib Au-tonomy in Ottoman Eritrea (17th-19th C.)”. Eritrean Studies Review. 5: 33—88.
- Negash T. (1987), Italian colonisation in Eritrea: policies, praxis and impact, Uppsala University, Uppsala.
- Wrong, Michela. I Didn't Do It For You : How the World Used and Abused a Small African Nation.. Harper Perennial. Wrong, Michela (2005). I Didn't do it for You: How the World Used and Abused a Small African Nation. Harper Perennial. ISBN 978-0-00-715095-3.